# Château de Saulx
Le château de Saulx est un château situé à Saulx, en France.

## Localisation
Le château est situé sur la commune de Saulx, dans le département français de la Haute-Saône.

## Historique
L'édifice est classé au titre des monuments historiques en 1991 pour son salon du premier étage et inscrit en 1991 pour le reste de la demeure (y compris le pressoir, le pigeonnier, le portail sur rue et sa grille et le portail du jardin). Le parc de la maison dans sa configuration ancienne est, quant à lui, inscrit en 2013.